# Lia Perjovschi
Lia Perjovschi (n. 1961, Sibiu, România) este o artistă, autoare de performance-uri, instalatii, curatoare, editoare de digest-uri pe diferite subiecte, teoretician. română. 
Lucrările sale de artă iau forme diferite; ea expune diferite forme media, desen, pictura, text, instalatii, diagrame, hărți mentale și cronologii. Lia Perjovschi a avut până acum  peste 700 de expoziții individuale sau de grup, prezentari, ateliere în întreaga lume.

## Educație
Între anii 1987 și 1993 a urmat cursurile Academia de Artă de la București.

## Proiecte artistice
Arhiva de Artă Contemporană
Lia Perjovschi este fondatorul si coordonatorul Arhivei de Artă Contemporană și Centrul pentru Analiza Artei – AAC/CAA, un proiect pe care l-a dezvoltat începând cu 1985. A colecționat materiale despre performance-uri, instalații video, media, istoria si teoria artei, studii curatoriale, educatie artistica, management, studii culturale, gindire critica, în România.  si international. Inițial lucrările din această arhivă au fost găzduite în atelierul Lia si Dan Perjovschi din  curtea Academiei de Artă din București dar în 2007 a fost somață să o mute. Ea se află acum la Sibiu, într-un spațiu dedicat din casa familie Perjovschi.
Muzeului Cunoașterii
Lia Perjovschi este creatoarea și fondatoarea Muzeului Cunoașterii, o cercetare interdisciplinară care a început în 1999. Muzeul Cunoașterii este un „muzeu imaginar” similar cu conceptul lui Andre Malraux. El include "obiecte cumpărate din magazinele muzeelor, a căror selecție a fost dictată cumva de cărțile citite, imagini și texte de pe internet, notițe, diagrame, mind maps, cronologii de cultură generală (din cărți, reviste, ziare, Wikipedia, Facebook)". Si Muzeul cunoașterii este găzduit de casa cuplului de artiști din Sibiu. Un kit din Muzeul cunoașterii intitulat Spațiul telescopic al cunoașterii a fost instalat semipermanent în 2018 la Biblioteca Astra din Sibiu, în corpul B, la mansardă.

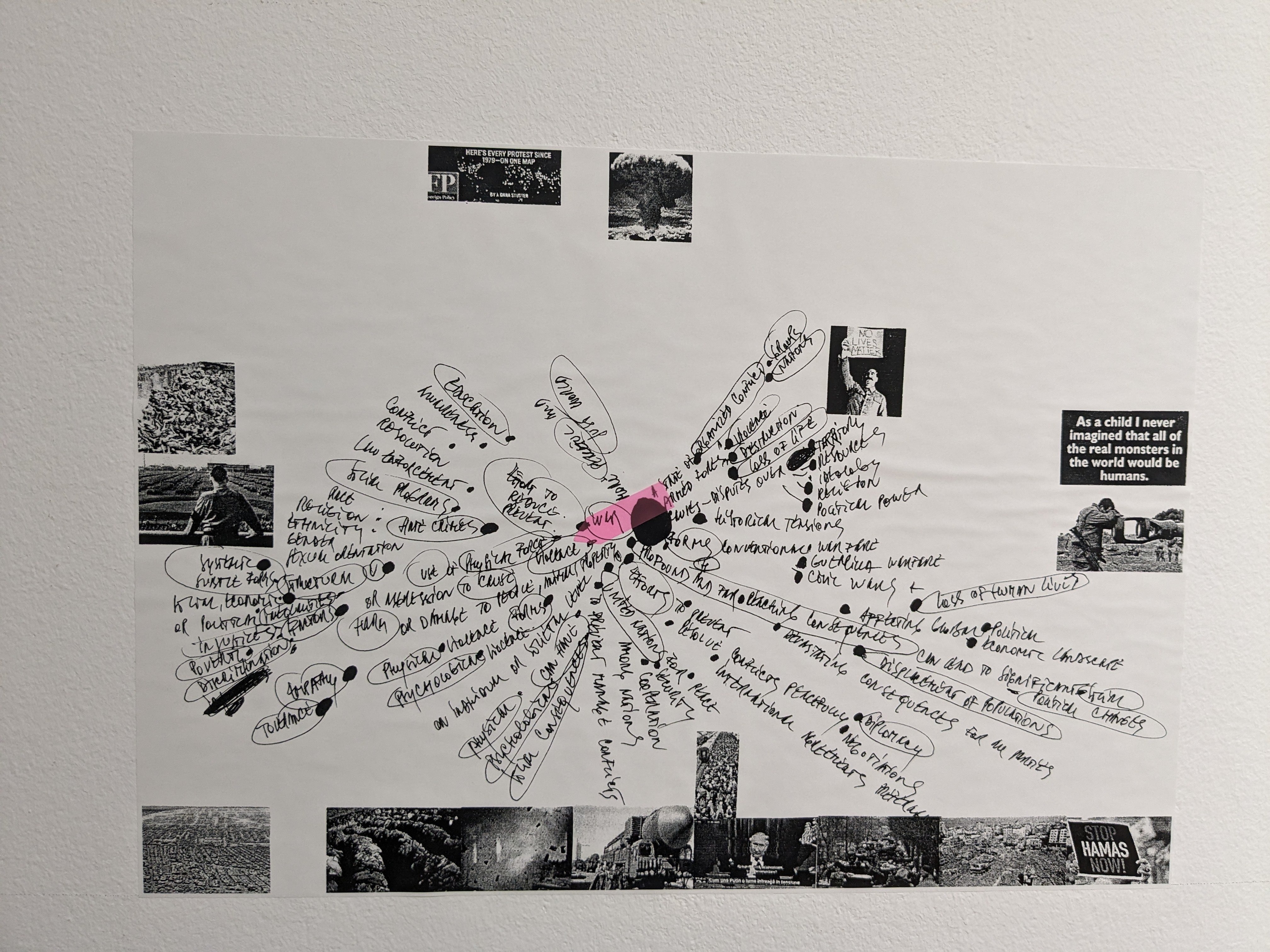
Mind map Război, în Expoziția 'Urgențe' la Muzeul de artă Brașov, Martie 2023
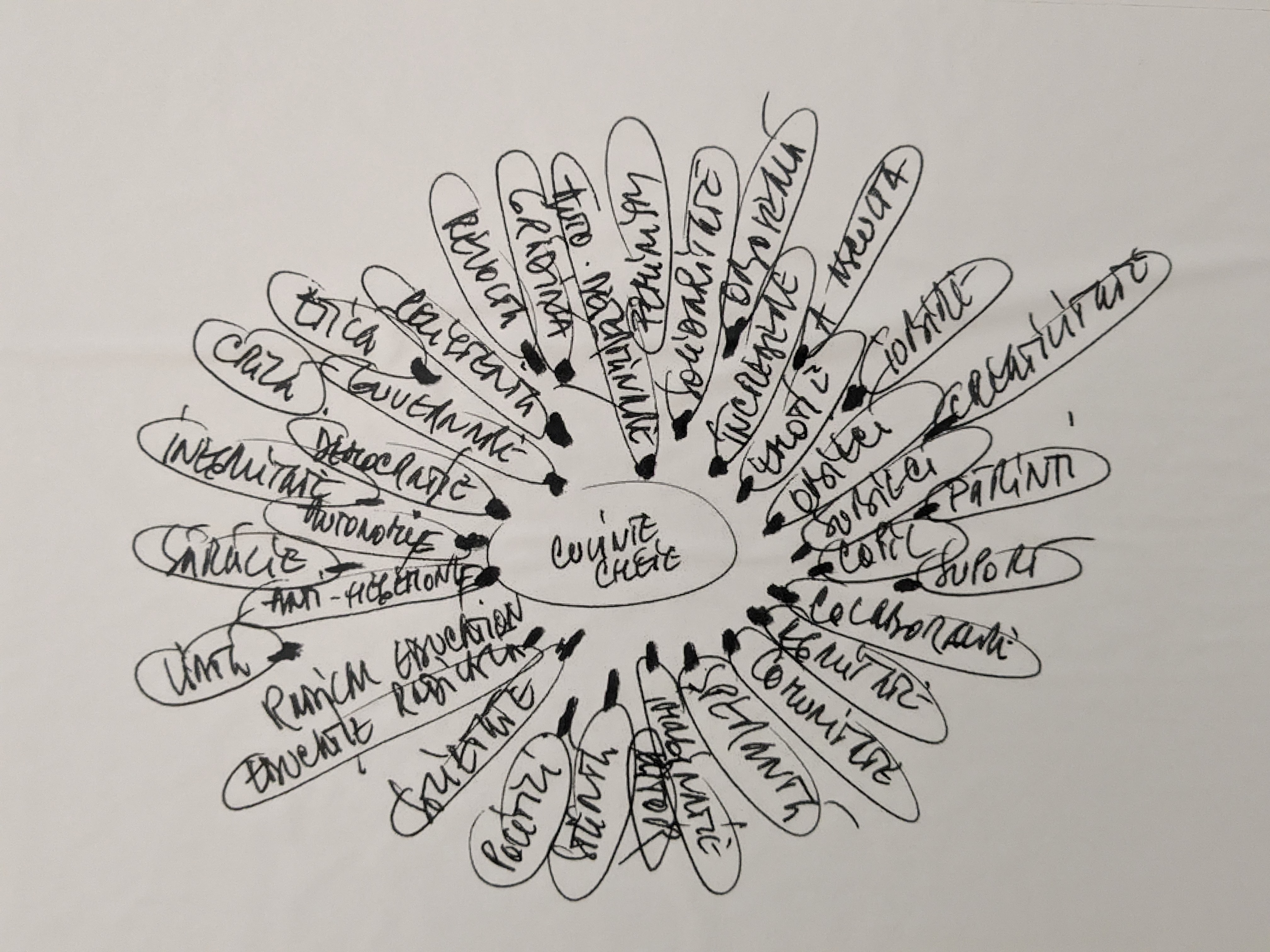
Cuvinte cheie în Expoziția 'Urgențe' la Muzeul de artă Brașov, Martie 2023
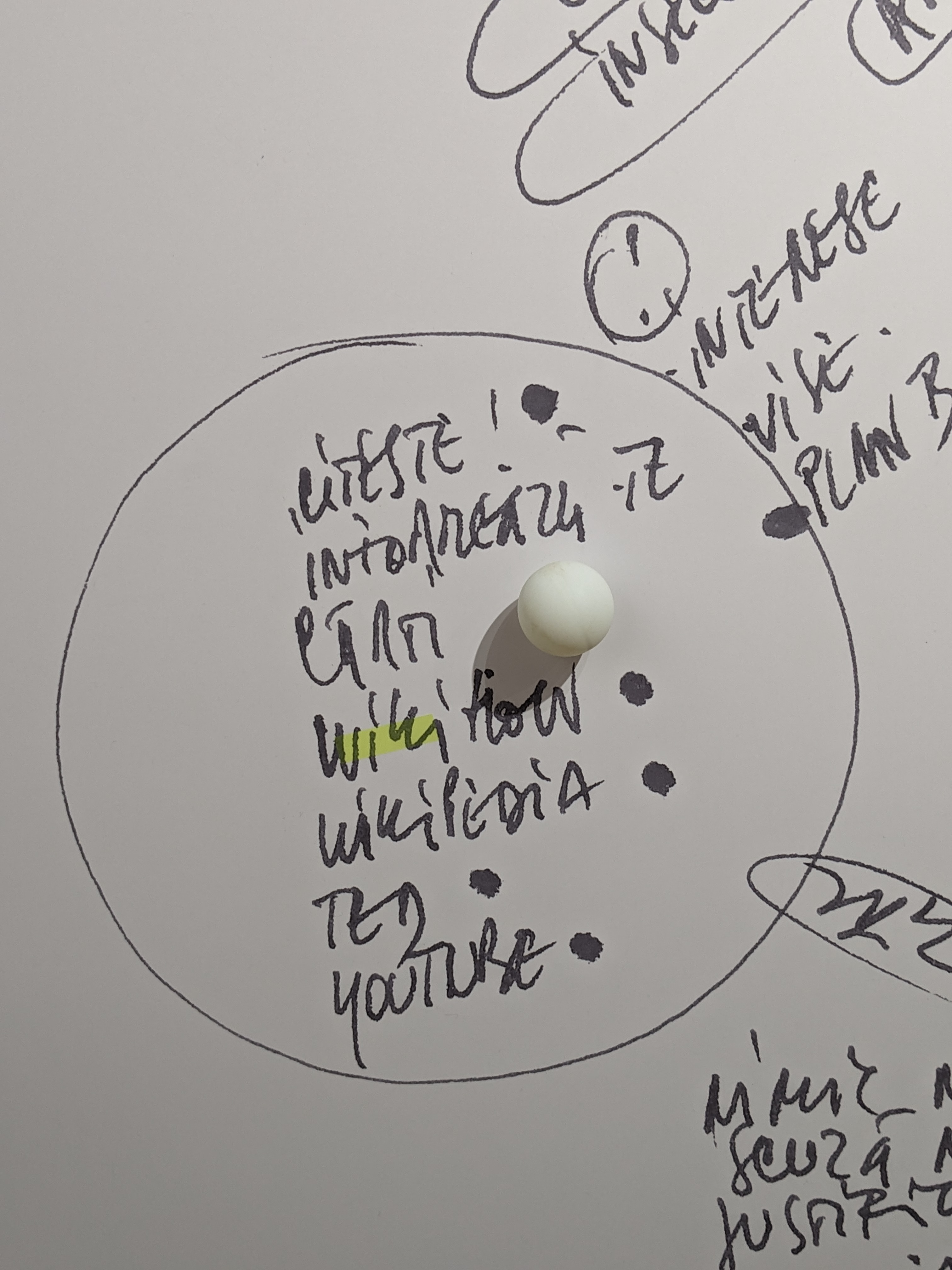
în Expoziția 'Urgențe' la Muzeul de artă Brașov, Martie 2023

## Expoziții personale - selecție
- 1992 Perjovschi/Perjovschi, Galeriile Simeza, București
- 1994 Fünf Fenster, Kunsthalle Wien, Viena
- 1996 Like Everything Else, It Is More Complex than First Meets the Eye, Dieu Donne Gallery New York, SUA
- 1997 Hidden Drawings and Objects, Duke University of Arts, Durham, SUA
- 1998 Zoom diaPOZITIV, Atelier 35 Gallery, București
- 2000 Vid-Defragmentare, Atelier 35 Gallery, București; CAA  Tranzit, Cluj-Napoca, Romania

- 2001 Esprit de finesse + and Esprit de finesse, Muzeul Brukenthal Sibiu, Romania
- 2002 Working Title, Quartier 21, Museumsquartier, Viena împreunp cu Dan Perjovschi; Sense, hARTA, Timișoara și la Protokoll, Cluj-Napoca, Romania

- 2003 Lia Perjovschi & Dan Perjovschi. Endless Collection, Kunsthalle Göppingen, Germania
- 2004 Detective (in Art History from Modernism till Today), The Station, Zilina, Slovacia
- 2006 Chronology, Yujiro Gallery, Londra; Timeline, Kunstraum Innsbruck, Austria

- 2007 States of Mind. Lia&Dan Perjovschi, Nasher Museum of Art at Duke University;

- 2008 Lia Perjovschi: Performances 1987-2007, Wilkinson Gallery, Londra
- 2009 Museum of Knowledge, Műcsarnok-Dorottya Gallery, Budapesta & B5 studio,Târgu Mures, Romania
- 2010 Lia Perjovschi Knowledge Museum & Dan Perjovschi Time Specific, Espai d’Art Contemporani Castellon; Dada Legacy/Anti Art, Cabaret  Voltaire, Zurich

- 2011 PiNG, Nantes, France; Muzeul cunoasterii (lia) și alte povestiri (dan) Club Electroputere Craiova și Magma Sf.Gheorghe (împreună cu Dan Perjovschi);

- 2012 Solo for Lia and Dan Perjovschi, IFA Gallery, Berlin și Stuttgart
- 2013 Knowledge Museum Kit, Tranzit Display, Praga; Lia & Dan Perjovschi, Gro Gallery Art School, Jakobstad, Finland;  From the Emptiness of our Universe to the Emptiness of Our Pockets, Stacion Center for Contemporary Art Prishtina, Kosovo (cu Dan Perjovschi)
- 2014 Knowledge Museum Kit, Gandy Gallery, Bratislava și Rupert Gallery, Vilnius
- 2015 Knowledge Museum Kit, Total Museum, Seoul; I Have No Time for Colour, Christine König Gallery, Viena, Austria  (cu Dan Perjovschi); L’Art et l’art, Michel Rein, Paris, Franța (cu Dan Perjovschi)
- 2016 Timeline cu martori, Ivan Gallery, Bucharest
- 2017 Sense. Survival Strategies in an Indiferent Context, White Cuib, Cluj-Napoca, Romania
- 2018 Spațiul telescopic al cunoașterii / The Telescopic Knowledge Space, Sala de lectură a Bibliotecii ASTRA, Sibiu, România; KM-kit 1999-today, Muzeul Național Cotroceni, România
- 2019 Muzeul cunoașterii – kit,  tranzit.ro/București; Knowledge Museum – kit (World Problems), Július Koller Society, Bratislava, Slovenia
- 2020 2020. Key Words, Ivan Gallery at Spike Berlin

## Expoziții de grup - selecție
- 1993-2002 – “Zona” International Festival of Performance Art (Timișoara, Romania); “Periferic” Contemporary Art Festival (Iași, Romania)
- 1993 – First annual exhibition of the Soros Center for Contemporary Art (Dalles Hall, Bucharest)
- 1994 – Turbinenhall (Copenhagen)
- 2002 – Cetinje Biennial (Montenegro); Position (Rumänien, Forum A9 Transeuropa, Quartier 21, Museumsquartier, Wien); Global Fusion 2002 (Palais Porcia, Wien)  1996]] – Experiment. Romanian experimental Art from ’60 until today (Gallery Etaj ¾ Gallery, Bucharest)
- 2003 – Palpable Desequilibrium (Barat Art Gallery, Chicago); Prophetic Corners (First International Biennial Iasi, Romania); The Last European Show (Belgrade Museum of Contemporary Art, Belgrad)
- 2005 – Das neue Europa (Generali Foundation, Wien); On difference #1, Local contexts-Hybrid Spaces (Württembergischer Kunstverein, Stuttgart)  *2004 – Who if not we…? Cordially invited (BAK, Utrecht); Publish and be Damned (CUBITT Gallery and Studios, London); Arteast 2000+ (Moderna Galerija, Lublijana)
- 2006 – Magelanic Cloud (Space 315, Centre Pompidou, Paris); Tranzit Philosphy (Frankfurter Kunstverein, Frankfurt); Every Day…(Kunstverein Salzburg, Austria); Dada East? The Romanians of Cabaret Voltaire (Cabaret Voltaire – DaDa Haus, Zurich); ACADEMY. Learning from Art (MuHKA Museum van   Kunst, Antwerp); Eine Festausstellung. Kunst im öffentlichen Raum (DOK, Sankt Pölten, Austria); Check-in Europe (Europäisches Patentamt, Munich); Social Process (Periferic 7, Biennial, Iasi); Romania AGAIN FOR TOMORROW (Royal College of Art, London); Interrupted Histories (Museum of Modern Art, Ljubljana)
- 2007 – Brave New World (Walker Art Center, Minneapolis); Learn to Read (Tate Modern, London);  Auszeit. Kunst und Nachhaltigkeit (Kunstmuseum Liechtenstein, Vaduz); Kunstmuseum St. Gallen (Switzerland); United Kingdom summer sushi (Gallery Yujiro, London); Le nuage Magellan (Centre Pompidou, Musée National d’Art Moderne, Paris)
- 2008 – Bildpolitiken (Salzburger Kunstverein, Salzburg, Austria); Dada East? Romanian Context of Dadaism (Zacheta National Gallery of Art, Warsaw); Have the Cake and Eat It Too. Institutionskritik als institutionalisierende Praxis (Kunsthalle Exnergasse, Vienna); Revolutions. Forms that Turn (Sydney Biennial, Sydney); Mapping the Contemporary (Bucharest Biennial, Bucharest); The Map: Navigating the Present (Bildmuseet, Umeå, Sweden); Brave New World (La Coleccion Jumex, Mexico)
- 2009 – Gender Check (MUMOK, Wien);10 years of rotor (Rotor, Graz); Performing the East (Salzburger Kunstverein, Salzburg); Transmission Interrupted (Modern Art Oxford, Oxford); Artworks That Ideas Can Buy (Wilkinson Gallery, London); The Renaming Machine (Galerija Miroslav Kraljevic, Zagreb); DADA EAST? Contextes roumains du Dadaïsme (Musee des Beaux Arts, Tourcoing, France); CAA/CAA (subvision.art.festival.off, Hamburg); In the Shadow of the Monument (Gävle, Sweden); Women Artists’ Biennale (South Korea); Invisible Bodies, Conspicuous Mind (Lockman Gallery, Los Angeles); Les Femmes Parlent (Gandy Gallery Bratislava); Monument to Transformation (City Gallery, Prague
- 2011 – Beziehungsarbeit. Kunst und Institution (Künstlerhaus, Vienna)  2010]] – Gender Check. Femininity and Masculinity in the Art of Eastern Europe (Zacheta National Gallery of Art, Warsaw)
- 2012 – Adaption, steirischer herbst (Graz, Austria); Atlas critique (Parc Saint Léger, Centre d’art contemporain, Pougues-les-Eaux, France), dOCUMENTA 13 artists congress
- 2013 – Vom Zaudern (Württembergischer Kunstverein, Stuttgart)
- 2014 – Rauschenberg: Collecting and Connecting (Nasher Museum of Art, North Carolina, U.S.)
- 2016 – Kunst-Musik-Tanz (Museum der Moderne, Salzburg)

- 2017 – Collection Collective. Template for a Future Model of Representation (tranzit.sk, Bratislava)
- 2018 – A l’heure du dessin, 6e temps – trace (Château de Servières, Marseille, Franța); People Get Ready (Nasher Museum of Art at Duke University, Durham, NC, SUA); A Measure of Humanity (Columbus Museum of Art, Columbus, Ohio, SUA)
- 2019 – Art Encounters Biennial, 3rd edition (Ishoo House, Timișoara, România); Condo New York (Ivan Gallery hosted by Simone Subal Gallery, New York, SUA); Rethinking the image of the world (MILL, La Louvière, Belgium, part of the Europalia Arts Festival România); Perspectives (BOZAR, Brussels, part of the Europalia Arts Festival Romania); The Coming World: Ecology as the New Politics 2030–2100 (Garage Museum of Contemporary Art, Moscova, Rusia)
- 2020 – Up to and Including Limits: After Carolee Schneemann (Muzeum Susch, Elveția)
- 2021 – Real Body (Ivan Gallery, Bucharest); What Makes Another World Possible? (Tallinn Art Hall, Estonia); The Wonderfulness of Memory (Cukrarna Gallery, Ljubljana, Slovenia); NEW ORDER. About art and order in uncertain times (Museum im Kulturspeicher, Würzburg, Germania)

## Cărți de autor
- Lia Perjovschi (coord.), amaLia Perjovschi, Ed. Idea, Cluj-Napoca, 1996
- Lia Perjovschi, Sense 1999-2009, Onestar Press, Paris, 2008
- Dan Perjovschi, Lia Perjovschi, The Cologne Crime, Argobooks, 2009
- Lia Perjovschi (ed.), Lia from A-Z, 1961-Today, My World in 4D, Ed. Honterus, Sibiu, 2013
- Lia Perjovschi, Timelines, Concreta Ed., Spain, 2014 ISBN: 978-84-940701-4-3

## Premii
- 2012 Premiul “Princess Margriett Award” din partea The European Cultural Foundation
- 1998 Premiul de artă pentru curatoriat de la SOROS Center for Contemporary art
- 1990 Premiul pentru tânăr artist din partea Uniunii artiștilor plastici
- 1985 Premiu pentru grafică, Biblioteca Astra

## Rezidențe artistice și burse
- 1990 – The International Festival of Young Artists (Ankara)
- 1993 – Maastricht International Art Meeting și  Bovile Ernica (Italia)
- 1994 – “KulturKontakt” Fellowship (Christine König Gallery, Viena); “Nuova Borsa” Fellowship (Accademia di Brera, Milano, Italia)
- 1996 – “ArtsLink” Fellowship (New York, SUA)
- 1997 – Artist in Residency, Duke University (Durham, NC, SUA)
- 1999 – Iaspis / Swedish Arts Grants Committee’s International Programme for Visual and Applied Arts (Stockholm, Suedia)
- 2001 – Mecklenburgisches Künstlerhaus Schloss Plüschow (Plüschow, Germania); “Claude Nicolas Ledoux” Institute (Arc-et-Senans, Franța)
- 2002 – Kunstlerhaus (Worpswede Germania)
- 2005 – Royal College of Art (Londra)
- 2011 – Remake. Research on media art (Espace PiNG, Nantes, Franța)
- 2016 – Zurich University